# Zagersdorf
Pour les articles homonymes, voir Zager.
Zagersdorf est une commune autrichienne du district d'Eisenstadt-Umgebung dans le Burgenland.